# Climatización geotérmica
La climatización geotérmica es un sistema de climatización (calefacción o refrigeración) que utiliza la gran inercia térmica del subsuelo, pues este a unos tres metros de profundidad presenta una temperatura constante de entre 10 y 16 °C, dependiendo de la latitud (norte o sur) del lugar.
La climatización (calefacción o refrigeración) geotérmica no debe confundirse con la energía geotérmica, que requiere una alta temperatura en el subsuelo, normalmente asociada con actividad volcánica.
En 2004 había más de un millón de unidades instaladas a nivel mundial, que proporcionaban 12 GW de capacidad termal, con una tasa anual de crecimiento del 10%.

## Concepto
Existen dos sistemas: de alta entalpía (con bomba de climatización), y de baja entalpía (sin bomba de climatización).

### Sin bomba de calor
El de baja entalpía es el más simple y con un coste energético menor.
La temperatura del subsuelo varía mucho menos que la ambiental (y que puede llegar a no variar a lo largo de todo el año si se toma a suficiente profundidad). Se puede extraer esa temperatura estable (calor o frío) simplemente mediante un fluido bombeado. El líquido se mantiene a una temperatura de cueva, que en invierno estaría aparentemente templado y en verano aparentemente fresco, aunque en realidad la temperatura del subsuelo no varía, sino que es la temperatura ambiente la que cambia.
Este sistema evita la complejidad y el gasto de una bomba de calor y el gasto de una bomba de agua es mínimo. Sin embargo, es menos potente y puede ser insuficiente o ser necesario apoyarlo con otro sistema auxiliar de energía renovable, salvo que se utilice para suelo radiante.

CALEFACCIÓN POR BOMBA DE CALOR: 1.El fluido libera calor en la casa -2.En la válvula se enfría al expandirse -3.Absorbe calor de la tierra -4.En el compresor se calienta al condensarse.

### Con bomba de calor
En el sistema de alta entalpía se utiliza una bomba de calor, y es muy similar en concepto a un aire acondicionado que funciona para frío o como calefacción. La diferencia es que, en vez de expulsar el calor al exterior de la casa, se utiliza el subsuelo como sumidero o como fuente de calor.
Para entender el concepto de calefacción y refrigeración geotérmica es preciso comprender primero el funcionamiento de una bomba de calor:
Las bombas captan calor en un lado del circuito, para liberarlo en el otro. Esto es lo mismo que decir que enfrían un lado a costa de calentar el otro. Un ejemplo típico son las máquinas de aire acondicionado que ocupan el principio de refrigeración por compresión: cuando la máquina enfría, lo que sucede es que el fluido que circula por el circuito interior de la casa está absorbiendo calor del ambiente. Este fluido va luego a un compresor, donde al aumentar la presión, aumenta mucho de temperatura, y pasa entonces al circuito exterior de la calle. Como ahora el fluido está muy caliente (más que el aire de la calle) libera calor al exterior. Luego circula hasta una válvula donde, al expandirse, el fluido se vuelve a enfriar, y se reinicia el ciclo.
Cuanto mayor sea la temperatura exterior, el fluido podrá desprenderse de menos calor en el circuito exterior y, por tanto, el rendimiento de la máquina será peor. Ahí radica la ventaja de la geotermia.
La calefacción geotérmica es también una bomba de calor, pero, en lugar de intercambiar calor con la atmósfera, lo hace con el terreno: En invierno, la bomba de calor absorbe calor del terreno y lo libera en el edificio. En verano, absorbe calor del edificio y lo libera en el terreno.
La ventaja está en que la tierra mantiene una temperatura más constante —entre 7 °C y 14 °C durante todo el año—, a partir de pocos metros de profundidad. Esto permite un intercambio más eficiente de calor y, por tanto, menor consumo de energía. Expresándolo de otro modo: Al intercambiar más calor en un mismo ciclo, el compresor tiene que realizar menos ciclos (comprimir el fluido menos veces) y, por tanto, el consumo eléctrico es menor. También se dice entonces que el índice de rendimiento es mayor.

## Características
Es difícil precisar en qué medida la calefacción geotérmica disminuye el consumo, ya que depende de multitud de factores tales como el tipo y uso del edificio, el clima, el dimensionado, o la instalación, pero el ahorro puede rondar en torno al 40-60% frente a un sistema de bomba de calor tradicional que intercambie con el ambiente.

### Inconvenientes
- Coste de instalación

El principal inconveniente de este sistema es su todavía elevado coste de instalación. Los fabricantes anuncian amortizaciones de entre 4 y 8 años
, pero si se contrastan los datos disponibles, la inversión en una instalación geotérmica frente a una típica de gasóleo parece tardar en amortizarse en torno a los 15 años.
No obstante, hay que tener en cuenta que la geotérmica elimina la necesidad de una segunda instalación de aire acondicionado, así como las ayudas y subvenciones a las que puede acogerse.
En general, se puede decir que este tipo de calefacción será tanto más idónea cuanto más grande sea el edificio y mayor su tiempo de uso estimado
. Factores ambos que limitarán la repercusión económica de la instalación.
- Necesidad de espacio

Las instalaciones más económicas son las horizontales, pero exigen un espacio del que no siempre se dispone. Las instalaciones verticales, que soslayan el problema, tienen precios más elevados, y su justificación económica disminuye.

### Ventajas
- Bajo consumo

Aunque el dato sea probablemente exagerado, se anuncia un ahorro energético frente a la calefacción eléctrica del 75%, o lo que es lo mismo, que por 1 kWh eléctrico consumido, se consigue el equivalente a 4 kWh
Frente a la calefacción por gas natural, se anuncian ahorros que fluctúan entre el 32% y el 60% Como la bomba mueve de 3 a 5 veces más energía que la electricidad que consuma, la producción total neta es mucho mayor que el consumo. Esto da como resultado en eficiencias termales netas mayores del 100% para la mayoría de fuentes eléctricas. Las estufas de calefacción de combustión y los calentadores eléctricos nunca pueden exceder del 100% de eficiencia, pero las bombas de calor proporcionan energía extra que extraen del suelo.
Además, por estos motivos, este sistema de calefacción ha sido catalogado como energía renovable en el Libro blanco de las energías renovables de la Unión Europea, y por tanto se puede beneficiar de los distintos programas de subvenciones existentes.
- Menos contaminante

Como consecuencia del menor gasto energético, también se reduce la emisión de CO2.
Un estudio afirma que la utilización masiva de este sistema de calefacción en el sector residencial y servicios reduciría en un 6% la emisión global de CO2 a la atmósfera
- Durabilidad

La bomba de calor ya no está en contacto con el exterior, por lo que se alarga su vida útil. Se anuncian duraciones de entre 25 y 50 años.
- Acústicas

Ya no hay necesidad de colocar un compresor y ventiladores en el exterior, por lo que el sistema es mucho más silencioso.
- Estéticas

Por los mismos motivos. No se necesita un intercambiador exterior.
- Sanitarias

Se elimina el riesgo de legionelosis al no existir torres de condensación.

## Instalación
La instalación en un sistema doméstico puede aumentar en complejidad si además de usarse como calefacción se utiliza para producción de ACS, climatización de piscinas, etc. También existen redes muy complejas que dan servicio a barrios o distritos, pero toda instalación consta fundamentalmente de estos tres elementos:
- Bomba de calor

Llamada Bomba de calor geotérmica (BCG) o por sus siglas en inglés (GHP).
Existen monofásicas y trifásicas, así como monocompresor y bicompresor.
Normalmente se ubica en un cuarto interior cerrado.
- Circuito exterior

El que está en contacto con el terreno.
El líquido que circula por el circuito suele ser agua o una mezcla de agua con anticongelante.
- Circuito interior

El que intercambia el calor con el interior del edificio. Puede ser por suelo radiante, muro (también denominado zócalo) radiante, o incluso radiadores convencionales de aluminio.

### Tipologías
Se clasifican en función del circuito exterior
- Red horizontal

De extensión entre 1,5 y 2 veces la superficie a climatizar
Según los distintos instaladores, la profundidad del circuito oscila entre los 60 cm y los 5 metros, aunque lo habitual es que se entierren en torno a 1 metro.
Esta instalación es menos eficiente, ya que a esta profundidad el terreno se ve afectado por la climatología, pero a cambio el coste de instalación es menor, lo que la hace más interesante desde el punto de vista económico.
Si no se dispone de demasiado terreno, se puede colocar el tubo en espiral, en una disposición llamada slinky.
Los tubos pueden ser de polipropileno reticulado, polietileno rígido, o polietileno de baja densidad
- Red vertical

Si no se dispone de terreno para la red horizontal. Más caro, pero se beneficia de una temperatura constante a lo largo del año. Si se baja a suficiente profundidad, el rendimiento de calefacción aumenta, ya que el gradiente de temperatura de la tierra es de 3 °C cada 100 metros de profundidad.
Según los instaladores, se puede perforar desde 30 m hasta 150 m, o incluso más.
Los tubos empleados son de polietileno.
- Circuito abierto

En presencia de un acuífero o de corrientes subterráneas, en lugar de recircular el fluido, se puede devolver el agua sobrante a la tierra. Esta opción es la más interesante desde un punto de vista económico.
- Intercambiadores sumergidos

Cuando se dispone de una gran masa de agua como un río o un lago, se pueden sumergir los tubos. Es una opción muy interesante por ser barata y muy eficiente.